# 羅肖湖
53°11′49″N 12°50′22″E / 53.19698°N 12.83933°E

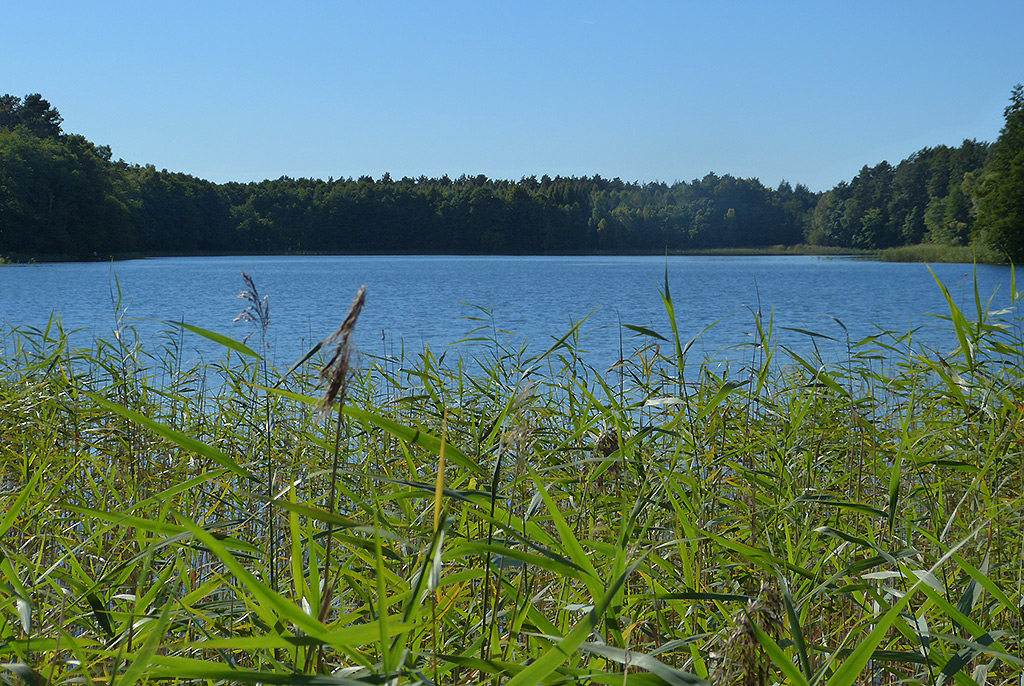

羅肖湖（德語：Rochowsee），是德國的湖泊，位於該國東北部梅克倫堡-前波美拉尼亞州，由東普里格尼茨-魯平縣負責管轄，長1.3公里、寬0.2公里，面積0.32平方公里，海拔高度59米，最大水深16米，湖岸線長度2.9公里。